# Agapion
Az Agapion férfinév valószínűleg a görög eredetű latin Agapitus névből származik, jelentése szeretett.

## Gyakorisága
Az 1990-es években szórványosan fordult elő. A 2000-es és a 2010-es években nem szerepel a 100 leggyakrabban adott férfinév között.
A teljes népességre vonatkozóan a 2000-es és a 2010-es években az Agapion nem szerepelt a 100 leggyakrabban viselt férfinév között.

## Névnapok
ajánlott névnap
- január 10.[2]
- április 1.[2]